# Zhuguantun
Zhuguantun (kinesiska: 祝官屯乡, 祝官屯) är en socken i Kina. Den ligger i provinsen Shandong, i den östra delen av landet, omkring 110 kilometer nordväst om provinshuvudstaden Jinan.
Genomsnittlig årsnederbörd är 706 millimeter. Den regnigaste månaden är juli, med i genomsnitt 270 mm nederbörd, och den torraste är januari, med 5 mm nederbörd.